# Kościół Nawiedzenia Najświętszej Maryi Panny w Jastarni
Kościół Nawiedzenia Najświętszej Maryi Panny w Jastarni – rzymskokatolicki kościół parafialny znajdujący się w Jastarni, w województwie pomorskim. Należy do dekanatu Morskiego w archidiecezji gdańskiej.
Dla tego kościoła Adam Bunsch – malarz i grafik, wykonał witraże ukazujące sceny z życia Matki Bożej i stacje Drogi Krzyżowej.
Kościół parafialny był także do 15 lutego 2017 – siedzibą dekanatu Morskiego, a jej proboszcz dziekanem.

## Historia i wyposażenie
Budowa kościoła murowanego z cegieł została rozpoczęta w dniu 1 sierpnia 1932 roku dzięki staraniom księdza Pawła Stefańskiego i parafian. Nowa świątynia została poświęcona, a następnie konsekrowana przez biskupa Stanisława Okoniewskiego. W okresie międzywojennym kościół został wyposażony w trzy ołtarze i ambonę. Sprzęty te zostały wykonane przez pelplińskiego artystę Mikołaja Cichosza. Konfesjonał i ławki zostały wykonane również przed II wojną światową. Dalsze prace przy wykończeniu i wyposażeniu jastarnickiego kościoła zostały podjęte w 1947 roku. Dzięki zaangażowaniu parafian oraz księdza kanonika Wojciecha Główczewskiego udało się to zrealizować. W 1956 roku została ukończona wieża, nakryta blachę miedzianą, zaprojektowana przez gdańskiego architekta Kazimierza Macura. Ten sam architekt zaprojektował w 1971 roku drzwi wejściowe do kościoła. W latach 1954–1955 w świątyni zostały zamontowane witraże zaprojektowane przez krakowskiego artystę plastyka Adama Bunscha. Znajdują się one w prezbiterium, w nawie głównej i pod chórem. Ten sam plastyk zaprojektował w 1958 roku drogę krzyżową. W 1966 roku zostało przebudowane prezbiterium, w którym został umieszczony marmurowy ołtarz zwrócony, według wymogów odnowionej liturgii, w stronę wiernych. W tym czasie została ułożona w kościele marmurowa mozaikowa posadzka. Świątynia posiada stare obrazy: w prezbiterium jest umieszczony obraz Trójcy Świętej namalowany przez Hermana Hana, lub przez jego szkołę, a także namalowany na przełomie XVI i XVII stulecia obraz Matki Bożej Świętolipskiej umieszczony w kaplicy poświęconej tysiącleciu chrztu Polski. Drugi cenny obraz - Trójca Święta, pochodzi z XVII stulecia i pierwotnie był umieszczony w kościele w Pucku.